# Петер Койманс
Пітер Гендрік «Петер» Койманс (нід. Pieter Hendrik Kooijmans; 6 липня 1933, Гемстеде, Північна Голландія, Нідерланди — 13 лютого 2013, Амстердам, Нідерланди) — нідерландський державний діяч, міністр закордонних справ (1993–1994). Член партії Християнсько-демократичний заклик.

## Біографія
У 1955 р. закінчив економічний, а в 1957 р. — юридичний факультети Вільного університету Амстердама. У 1964 р. здобув докторський ступінь у галузі державного права.
- 1960–1962 — науковий співробітник,
- 1962–1965 — доцент Вільного університету Амстердама,
- 1965–1973 — професор міжнародного європейського права в Амстердамі,
- 1973–1977 — державний секретар у закордонних справах,
- 1978–1992 — професор міжнародного права в Університеті Лейдена,
- 1976–1991 — доцент Гаазької академії міжнародного права,
- 1985–1993 — спецпредставник ООН з проблем застосування тортур,
- 1993–1994 — міністр закордонних справ Нідерландів,
- 1994–1996 — професор Лейденського університету,
- 1997–2006 — суддя Міжнародного суду в Гаазі.

У 2007 р. призначений королевою Беатрікс на почесну посаду державного міністра.